# Glasflügel
Glasflügel var en tysk segelflygplansfabrik.
Glasflügel Segelflugzeugbau grundades 1962 av konstruktören Eugen Hänsle i Schlattstall söder om Kirchheim/Teck i Tyskland. Företagets första produkt var ett klaffat glasfiberflygplan med 15 meters spännvidd. Flygplanet serietillverkades under namnet H 301 Libelle. Flygplanets konstruktion var långt före dåtidens flygplan, och tillverkades i över 100 exemplar fram till 1969. När Eugen Hänsle omkom i en motorflygolycka 1975 kom företaget i kris, och Schemmp-Hirt klev in som en partner. 1982 upplöstes partnerskapet och Glasflügel försattes i konkurs. När företaget stängdes fanns en rad projekt som inte kunde färdigställas bland annat en tvåsitsare med 19 respektive 22 meters spännvidd. I samband med konkursen såldes merparten av flygplanskonstruktionerna och formarna till Hansjörg Streifeneder, som flyttade verksamheten till Grabenstetten. Formarna till en flygplanstyp såldes till Jastreb i Jugoslavien som tillverkade ett 10-tal flygplan innan de sålde formarna vidare till ett företag i Slovakien.  

## Flygplan tillverkade vid Glasflügel
- H-30 TS, antal 1 stycken 1960 provflygplan
- H-30 GFK, antal 1 stycken 1962 provflygplan
- H-301 Libelle, antal 111 stycken 1963-1969
- BS-1, antal 18 stycken 1966-1968, konstruktör Björn Stender
- Standard-Libelle, antal 600 stycken 1967-1974
- Kestrel, antal 129 stycken 1968-1975
- Glasflügel 604, antal 10 stycken 1970-1973
- Standard-Libelle 202, antal 1 stycken 1970
- Standard-Libelle 203, antal 2 stycken 1972-1973
- Standard-Libelle 204, antal 1 stycken 1973
- Club-Libelle 205, antal 176 stycken 1973-1976
- Hornet, antal 89 stycken 1974-1979
- Hornet C, antal 12 stycken 1979-1980
- Mosquito, antal 200 stycken 1976-1980
- Glasflügel 304, antal 62 stycken 1980-1982
- Glasflügel 402, antal 1 stycken 1981
- Falcon, antal 1 stycken 1981